# Aleix Alcaraz
Aleix Alcaraz Roig (ur. 26 czerwca 1990 w Terrassa) – hiszpański kierowca wyścigowy.

## Kariera

### Formuła 3
Alcaraz rozpoczął karierę w wyścigach samochodowych w 2006 roku, od startów w Hiszpańskiej Formuły 3. Tam jednak wystartował w zaledwie dwóch wyścigach, podczas których nie zdołał zdobyć punktów. 

### Formuła Renault 2.0
W 2006 roku Hiszpan pojawił się na starcie Włoskiej Formuły Renault. W pierwszym sezonie startów wystartował w czterech wyścigach edycji zimowej. Z dorobkiem 60 punktów ukończył sezon na 7 pozycji w klasyfikacji generalnej. Rok później już w głównej serii edycji zimowej był siedemnasty. W sezonie 2007 wystąpił również w 14 wyścigach Europejskiego Pucharu Formuły Renault 2.0. Ukończył sezon na 19 lokacie w klasyfikacji generalnej.

### Formuła Renault 3.5
W 2008 roku Aleix rozpoczął starty w prestiżowej Formule Renault 3.5. Jeżdżąc z włoską ekipą RC Motorsport uzbierał pięć punktów w ciągu 17 wyścigów. Dało mu to 27 lokatę w klasyfikacji kierowców.

## Statystyki
| Sezon | Seria                                  | Zespół                    | Wyścigi | Zwycięstwa | PP | NO | Podium | Punkty | Pozycja |
| ----- | -------------------------------------- | ------------------------- | ------- | ---------- | -- | -- | ------ | ------ | ------- |
| 2006  | Hiszpańska Formuła 3                   | RSC                       | 2       | 0          | 0  | 0  | 0      | 0      | NS†     |
| 2006  | Europejski Puchar Formuły Renault 2.0  | RSC                       | 2       | 0          | 0  | 0  | 0      | 0      | NS†     |
| 2006  | Włoska Formuła Renault (edycja zimowa) | Cram Competition          | 4       | 0          | 0  | 0  | 0      | 60     | 7       |
| 2007  | Europejski Puchar Formuły Renault 2.0  | Petrom District Racing AP | 14      | 0          | 0  | 0  | 0      | 7      | 19      |
| 2007  | Włoska Formuła Renault                 | Petrom District Racing AP | 12      | 0          | 0  | 0  | 0      | 61     | 17      |
| 2008  | Formuła Renault 3.5                    | RC Motorsport             | 17      | 0          | 0  | 0  | 0      | 5      | 27      |
| 2008  | Formuła Renault 3.5                    | Pons Racing               | 17      | 0          | 0  | 0  | 0      | 5      | 27      |

† – Alcaraz nie był zaliczany do klasyfikacji.

## Wyniki w Formule Renault 3.5
| Legenda oznaczeń w tabelach wyników Wyświetl szablon na nowej stronie | Legenda oznaczeń w tabelach wyników Wyświetl szablon na nowej stronie                                                                     |
| Oznaczenie                                                            | Wyjaśnienie |
| --------------------------------------------------------------------- | --- |
| Złoty                                                                 | Zwycięzca lub mistrzostwo |
| Srebrny                                                               | 2. miejsce lub wicemistrzostwo |
| Brązowy                                                               | 3. miejsce lub II wicemistrzostwo |
| Zielony                                                               | Ukończył, punktował (w klasyfikacji generalnej, gdy zdobył co najmniej jeden punkt na przestrzeni sezonu, poza trzema powyższymi opcjami) |
| Niebieski                                                             | Ukończył, nie punktował (w klasyfikacji generalnej, gdy nie zdobył co najmniej jednego punktu na przestrzeni sezonu)                      |
| Czerwony                                                              | Nie zakwalifikował się (NZ) |
| Czerwony                                                              | Nie prekwalifikował się (NPK) |
| Różowy                                                                | Nie ukończył (NU) |
| Różowy                                                                | Niesklasyfikowany (NS) (w klasyfikacji generalnej, gdy nie został sklasyfikowany w żadnym wyścigu sezonu)                                 |
| Czarny                                                                | Zdyskwalifikowany (DK) |
| Czarny                                                                | Wykluczony (WYK/EX) |
| Biały                                                                 | Nie wystartował (NW) |
| Biały                                                                 | Kontuzjowany (K/INJ) |
| Biały                                                                 | Wyścig odwołany (OD/C) |
| Bez koloru                                                            | Został wycofany (WYC/WD) |
| Bez koloru                                                            | Nie przybył (NP/DNA) |
| Bez koloru                                                            | Nie brał udziału w treningach (NT/DNP) |
| Bez koloru                                                            | Nie został zgłoszony (–) |
| Pogrubienie                                                           | Start z pole position |
| Kursywa                                                               | Najszybsze okrążenie wyścigu |
| †                                                                     | Nie ukończył, ale jego rezultat został zaliczony ze względu na przejechanie więcej niż 90% dystansu wyścigu.                              |
| *                                                                     | Sezon w trakcie |
| 1/2/3                                                                 | Punktowana pozycja w sprincie kwalifikacyjnym                                                                                             |
| Lista systemów punktacji Formuły 1                                    | |

| Rok  | Zespół        | Wyniki w poszczególnych eliminacjach | Wyniki w poszczególnych eliminacjach | Wyniki w poszczególnych eliminacjach | Wyniki w poszczególnych eliminacjach | Wyniki w poszczególnych eliminacjach | Wyniki w poszczególnych eliminacjach | Wyniki w poszczególnych eliminacjach | Wyniki w poszczególnych eliminacjach | Wyniki w poszczególnych eliminacjach | Wyniki w poszczególnych eliminacjach | Wyniki w poszczególnych eliminacjach | Wyniki w poszczególnych eliminacjach | Wyniki w poszczególnych eliminacjach | Wyniki w poszczególnych eliminacjach | Wyniki w poszczególnych eliminacjach | Wyniki w poszczególnych eliminacjach | Wyniki w poszczególnych eliminacjach | Punkty | Pozycja |
| ---- | ------------- | ------------------------------------ | ------------------------------------ | ------------------------------------ | ------------------------------------ | ------------------------------------ | ------------------------------------ | ------------------------------------ | ------------------------------------ | ------------------------------------ | ------------------------------------ | ------------------------------------ | ------------------------------------ | ------------------------------------ | ------------------------------------ | ------------------------------------ | ------------------------------------ | ------------------------------------ | ------ | ------- |
| 2008 |               | ITA                                  | ITA                                  | BEL                                  | BEL                                  | MON                                  | GBR                                  | GBR                                  | HUN                                  | HUN                                  | DEU                                  | DEU                                  | FRA                                  | FRA                                  | PRT                                  | PRT                                  | ESP                                  | ESP                                  | 5      | 27      |
| 2008 | RC Motorsport | 11                                   | 9                                    | NU                                   | 18                                   | NU                                   | 20                                   | 22                                   | -                                    | -                                    | -                                    | -                                    | -                                    | -                                    | -                                    | -                                    | -                                    | -                                    | 5      | 27      |
| 2008 | Pons Racing   | -                                    | -                                    | -                                    | -                                    | -                                    | -                                    | -                                    | NU                                   | 18                                   | NU                                   | NU                                   | 8                                    | 13                                   | 15                                   | 13                                   | 11                                   | 11                                   | 5      | 27      |